# Complejo Tita Merello
El Complejo Tita Merello fue un cine de la ciudad de Buenos Aires, especializado en películas argentinas, y parte del complejo de salas del INCAA entre 1995 y 2010. Su nombre es un homenaje a la actriz y cantante argentina Tita Merello. 
En la actualidad permanece cerrado.

## Historia
Su edificio, en la calle Suipacha 442, fue proyectado por el arquitecto húngaro Andrés Kalnay, con su particular estilo que tomaba elementos del art decó y otros de la arquitectura tradicional de su tierra natal. Construido por el ingeniero Arturo Schirato, fue inaugurado en noviembre de 1928 con el nombre de Gran Cine Suipacha, y se mantuvo abierto a lo largo de las décadas a pesar de la decadencia general del clásico circuito de los cines de la calle Lavalle, meteórica desde la década de 1980 y la llegada de los multicines de los centros comerciales.
En 1995, el Instituto Nacional de Cine y Artes Audiovisuales (INCAA) alquiló el "Suipacha" a la familia Suñé, con el objetivo de transformarlo en un espacio exclusivo para la proyección de la producción nacional, que siempre se encontró en desventaja en el circuito comercial con respecto al cine extranjero. Las tres salas del cine fueron restauradas, y la inauguración se celebró el 28 de diciembre de ese mismo año.
A partir de 2003, el INCAA expandió su proyecto hacia todo el país, abriendo nuevas salas y alquilando otras para conformar un circuito de "Espacios INCAA" en la Argentina. El "Tita Merello" se transformó en el "Espacio Km. 2". Pero la falta de público y las consecuentes pérdidas ocasionadas al Estado condicionaron la continuidad de la sala, que en julio de 2006 anunció su cierre, o un probable cambio de manos que continuase la propuesta cultural.
En esa ocasión, el cierre no se concretó, ya que se renovó el contrato de alquiler, y una parte del edificio fue cedido a un emprendimiento privado. Pero finalmente el "Tita Merello" cerró, en la medianoche del 30 de junio de 2010. El INCAA incorporó a su circuito el ArteCinema del barrio de Constitución.